# Mecoprosopus
Mecoprosopus là một chi bọ cánh cứng trong họ Chrysomelidae.
Chi này được miêu tả khoa học năm 1951 bởi Chûjô.

## Các loài
Chi này gồm các loài:
- Mecoprosopus minutus Medvedev, 2005